# Grete Grewolls
Grete Grewolls (* 2. Juli 1946 in Loosen (heute Ortsteil von Alt Krenzlin)) ist eine deutsche Bibliothekarin, Bibliographin und Autorin.

## Leben und Wirken
Grete Grewolls arbeitete seit 1967 in Schwerin. Sie wurde Mitarbeiterin an der Wissenschaftlichen Allgemeinbibliothek für den Bezirk Schwerin. Nach 1989 wurde sie stellvertretende Direktorin der nun Landesbibliothek Mecklenburg-Vorpommern genannten Einrichtung. Sie war Fachreferentin für die Landesbibliographie Mecklenburg-Vorpommern und Bibliotheksoberrätin.
Für das Mecklenburg-Magazin – eine in den Tageszeitungen Schweriner Volkszeitung und Norddeutsche Neueste Nachrichten erscheinende Regionalbeilage – schrieb sie seit 1990 zahlreiche Artikel zur Landesgeschichte und zu mecklenburgischen Persönlichkeiten, wie auch für die Heimathefte für Mecklenburg und Vorpommern des Landesheimatverbandes Mecklenburg-Vorpommern.
Grete Grewolls erhielt 1994 den Johannes-Gillhoff-Preis, der vom Kulturkreis Mecklenburg gemeinsam mit der Johannes Gillhoff Gesellschaft jährlich vergeben wird.
Ihre Tochter Antje Heling-Grewolls (* 1969) ist promovierte Kunsthistorikerin und Referentin für Kunst- und Kulturgut in der Evangelisch-Lutherischen Kirche in Norddeutschland.

## Publikationen (Auswahl)
- mit Peter Starsy: Wer war wer in Neubrandenburg. Ein Personenlexikon. Hrsg.: Regionalmuseum Neubrandenburg. Neubrandenburg 2023, ISBN 978-3-939779-51-3.
- Wer war wer in Mecklenburg und Vorpommern. Das Personenlexikon. Hinstorff Verlag, Rostock 2011, ISBN 978-3-356-01301-6 (mit 9220 Biographien) (Auszüge bei Google-Books).[7]
- Wer war wer in Mecklenburg und Vorpommern? Ein Personenlexikon. Edition Temmen, Bremen 1995, ISBN 3-86108-282-9 (mit 4035 Biographien).
- 150 Jahre Hennemannsche Stiftung. Ein wertvoller Altbestand medizinischer Fachliteratur in der Mecklenburgischen Landesbibliothek Schwerin. In: Stier und Greif. Band 4 (1994), S. 50–55.
- [Bearb.]: Mecklenburg-Vorpommerschen Bibliographie. Hrsg.: Landesbibliothek Mecklenburg-Vorpommern. Berichtsjahre: 1991–1996. Schwerin 1993–2001, ISSN 0946-7629 (Titelnachweis).
- [Bearb. mit Gerhard Baarck]: Geschichtliche Bibliographie von Mecklenburg. Nachträge, Ergänzungen, Berichtigungen. Böhlau, Köln 1992, ISBN 3-412-07892-1. (Titelnachweis).
- [Bearb. mit Gerhard Baarck]: Mecklenburgische Bibliographie. Regionalbibliographie für die Bezirke Rostock, Schwerin und Neubrandenburg. Berichtsjahre: 1945–1990. Schwerin 1966–1992, ISSN 0543-2111 (Titelnachweis).
- mit Regina Buch: Schwerin und drum herum: empfehlende Bibliographie für die Schweriner und ihre Gäste. Wissenschaftliche Allgemeinbibliothek des Bezirkes Schwerin, Schwerin 1984.